# Jurinia surinamensis
Jurinia surinamensis là một loài ruồi trong họ Tachinidae.